# Antoine Albertini
 (février 2013).
Si vous disposez d'ouvrages ou d'articles de référence ou si vous connaissez des sites web de qualité traitant du thème abordé ici, merci de compléter l'article en donnant les références utiles à sa vérifiabilité et en les liant à la section « Notes et références ».
Pour les articles homonymes, voir Albertini.
Antoine Albertini est un journaliste et auteur français vivant en Corse, né le 1er août 1975 à Bastia (Haute-Corse). Rédacteur à la rédaction de France 3 Corse - Via Stella, il est également correspondant du quotidien Le Monde en Corse depuis 2004. 

## Carrière
Après des études de droit à Paris, il entame une carrière de journaliste dans la presse financière à Paris (Journal des Finances, 2000 - 2001) avant de regagner la Corse et être recruté par la rédaction de France 3 Corse (2002 - 2004). À partir de 2005, il collabore à divers titres de la presse locale et nationale (Le Point, La revue XXI) et effectue de brèves piges pour des chaînes de télévision ou des stations de radio (I-Télé avec l'agence Corse-Presse-Infos, RMC). Il réintègre la rédaction de France 3 Corse - Via Stella en 2011.

## Ouvrages
- Les Dessous de l’Affaire Colonna, avec Frédéric Charpier, Paris, Presses de la Cité, coll. « Documents », 2007.
- Faut-il abandonner la Corse ?, Larousse, 2008.
- Le Racisme anticorse, Zinefria, 2009.
- La Femme sans tête, Grasset, 2013.
- Les Invisibles, Jean-Claude Lattès, 2018.
- Malamorte, Jean-Claude Lattès, 2019.
- Banditi, Jean-Claude Lattès, 2020.
- Un très honnête bandit, Jean-Claude Lattès, 2023.